# Crotalaria seemeniana
Crotalaria seemeniana är en ärtväxtart som beskrevs av Hermann August Theodor Harms. Crotalaria seemeniana ingår i släktet sunnhampor, och familjen ärtväxter. Inga underarter finns listade i Catalogue of Life.